# Estotilandia
Estotilandia o Estotiland o Stotiland es el nombre dado a una supuesta región insular que aparece en el llamado Mapa de Zeno, allí se le ubica en el noroeste del Océano Atlántico aproximadamente en las zonas que concretamente corresponden a la Península del Labrador.
El «Mapa de Zeno» habría sido realizado a inicios del siglo XV por el cosmógrafo Antonio Zeno. Según las cartas (escritos) que acompañan a tal mapa, Estotilandia habría sido descubierta por pescadores que navegaban el Atlántico Norte durante el siglo XIV. Sin embargo, desde el siglo XVI el mencionado mapa y las cartas son consideradas una falsificación por la mayoría de los historiadores, de modo que Estotilandia ha pasado a la categoría de isla ficticia.
- Datos: Q3059031
- Multimedia: Estotiland / Q3059031